# Khedivska Operan
Khedivska Operan var ett operahus i Kairo i Egypten som invigdes 1 november 1869 och brann ned 28 oktober 1971. 
Byggnaden beställdes av khediven Ismail Pascha inför firandet av Suezkanalens invigning. Ismail Pascha beställde också ett verk av Giuseppe Verdi, operan Aida, som var tänkt att uruppföras på invigningen av operahuset. På grund av prologen till det Fransk-tyska kriget kunde Aida inte uppföras. Istället blev det operan Rigoletto som visades vid premiären. Aida hade så småningom sitt uruppförande i operahuset 24 december 1871.
Byggnaden ritades av den italienske arkitekten Pietro Avoscani. Den hade omkring 850 sittplatser och var nästan helt uppförd i trä. Den totalförstördes vid en brand 28 oktober 1971.
Kairo stod därefter utan operahus tills 1988 när det nya operahuset i Kairo, som byggdes med japanska medel, invigdes. 

## Galleri

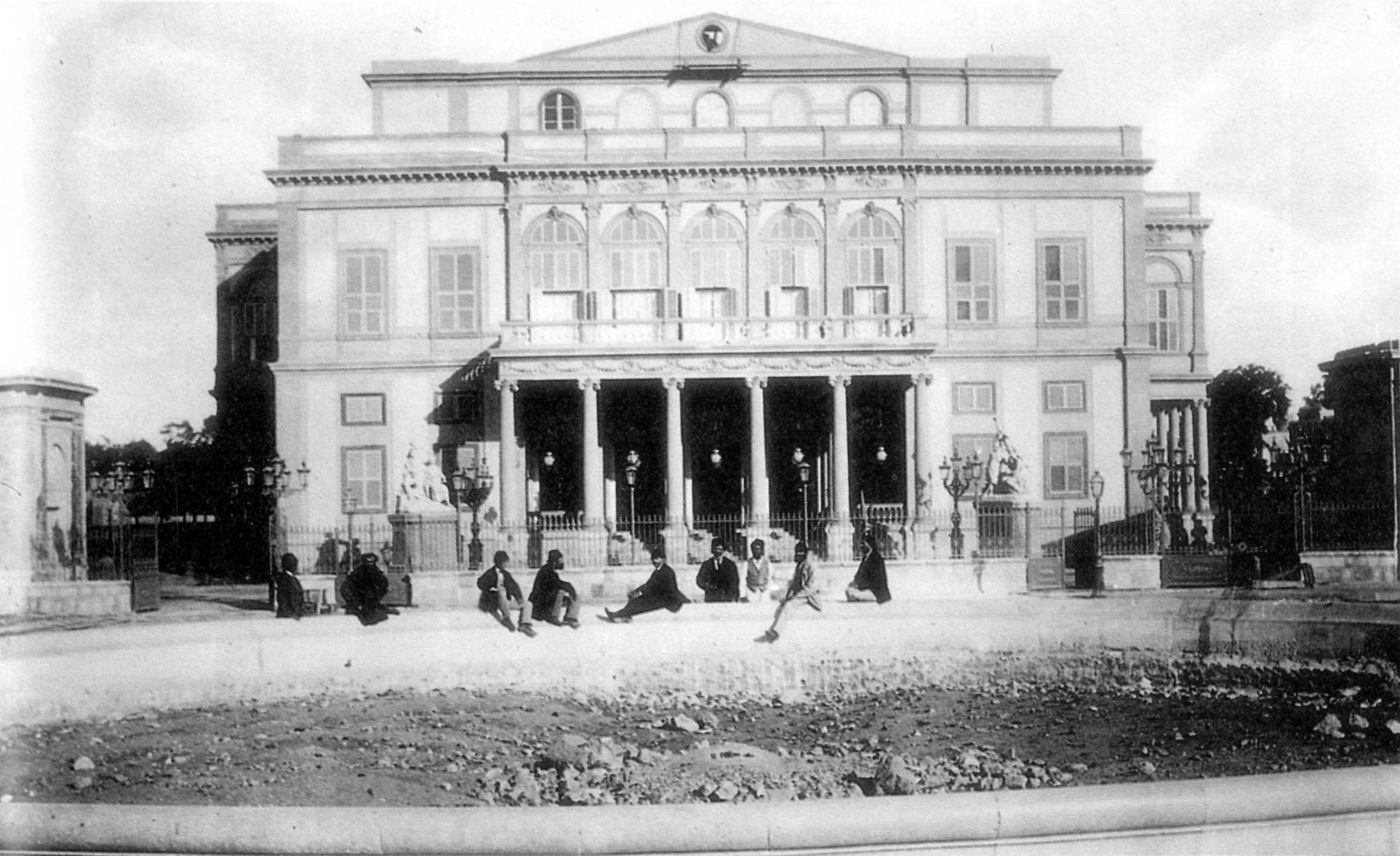
Khedivska operan, 1869.